# Heřman II. Varlich z Bubna
Heřman II. Varlich z Bubna a na Skášově (1536 – 26. března 1602 Horní Jelení) byl český šlechtic z rodu Bubnů z Litic, vojevůdce, generál habsburské císařské armády během habsbursko-osmanských válek ve 2. polovině 16. století. Proslul především díky legendě o lvu, kterého si údajně měl přivézt s sebou z cest po severní Africe a který se později stal součástí rodového znaku.

## Životopis

### Mládí
Pocházel z rodu, jehož jméno bylo odvozeno od hradu Buben, který stál na skalnatém ostrohu nad řekou Mží asi 4 km západně od Města Touškova. Narodil se patrně ve východních Čechách litické větvi rodu. Byl synem Otíka z Bubna a Žofie (Ofky) Hložkové ze Žampachu, od 50. let 16. století usazeného na statcích Horní a Dolní Libchavy u Ústí nad Orlicí, měl mladší bratry Mikuláše a Jindřicha. Po smrti otce roku 1558 se Heřman stal majitelem vesnic Suchorady, Mravinné (Dlouhé) Lhoty, Skašova a dvora Matrovice. Podobně jako jeho bratři statky posléze prodal a zakoupil jiná panství. Roku 1573 se stal majitelem Horního Jelení a sídlil na zdejší dřevěné tvrzi, kterou nechal vybudovat.

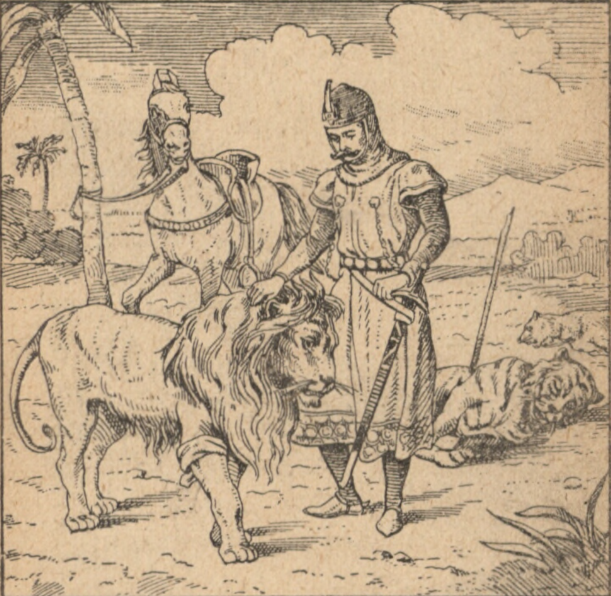
Ilustrace k legendě o Heřmanovi z Bubnu (K. Eichner: Obrázkové dějiny národa Českého, 1906)

### V císařské armádě
Během 2. poloviny 16. století se zapojil do nově započatých bojů s Turky vedených v rámci vleklých habsbursko-osmanských válek. Šlechtický původ mu automaticky vynesl důstojnickou hodnost, díky svým schopnostem však kariérně postupoval a měl dosáhnout až vysoké velitelské funkce polního maršálka. V rámci vojenských tažení cestoval po Uhersku, Balkánu či oblastech severní Afriky.
Po návratu opět sídlil na tvrzi v Horním Jelení, své majetky ve východních Čechách nadále zvětšoval. V roce 1589 se stal hejtmanem chrudimského kraje.
V Horním Jelení zadal stavbu kostela Nejsvětější Trojice, vybudovaného v letech 1600–1602 jakožto zděného kostela s dřevěnou zvonicí.

### Úmrtí
Heřman II. Varlich z Bubna zemřel 26. března 1602 ve věku 67 nebo 68 let. Pohřben byl v kryptě kostela zakryté zdobeným náhrobkem s plastickou podobiznou zemřelého, podobiznou lva a nápisem Hrob Heřmana z Bubna, Hrob Heřmana z Bubna v kostele v Horním Jelení, Heřman z Bubna a lev. Kostel se následně stal jedním z rodových pohřebišť rodu Bubnů z Litic.

### Rodinný život
Jeho manželkou byla Salomena z Bydžína, která zemřela po roce 1605.

## Legenda o lvu

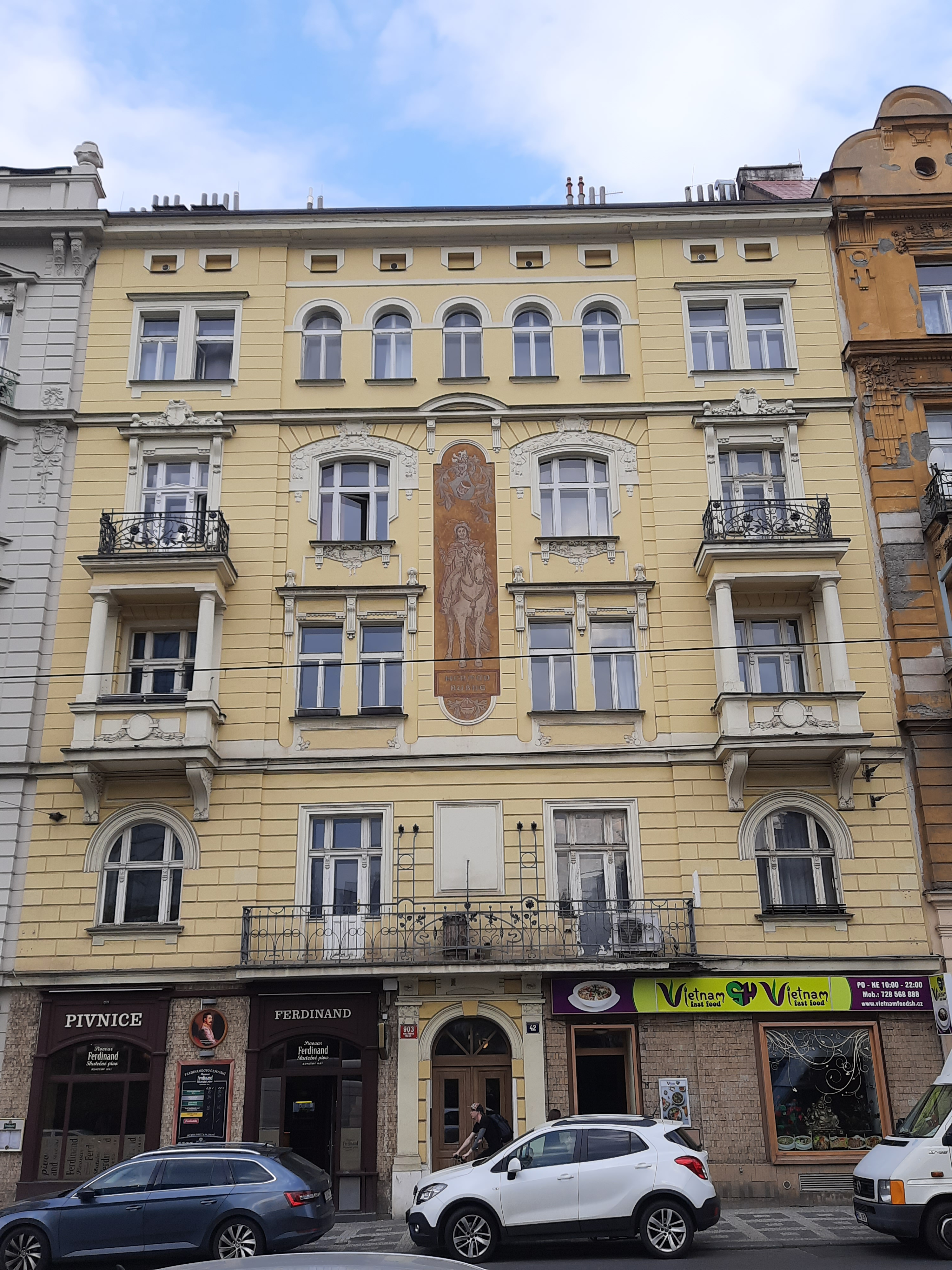
Dům U Heřmana z Bubnu, Dukelských hrdinů 42/903, Praha-Holešovice

S osobností Heřmana II. Varlicha z Bubna je spojena také legenda o lvu, kterého si s sebou do Horního Jelení měl přivézt z vojenských výprav. Tomu měl podle některých verzí příběhu zachránit život a zvíře mu pak začalo být věrné, což korespondovalo s interpretací osobnosti Heřmana z Bubna jakožto statečného českého bojovníka proti Turkům. Lev je odkazován také zobrazením na Heřmanově plastickém náhrobku, který zobrazuje ležící tělo zemřelého, pod jehož hlavou spočívá lev. Ten se při povýšení rodu roku 1629 do panského stavu také stal součástí rodového erbu.
Legendu se doposud nepodařilo doložit reálnými důkazy o tom, že by Heřman z Bubna lva skutečně vlastnil či dokonce dlouhodoběji choval v Horním Jelení. Během oprav v roce 1789 se při otevření hrobky a pokusu o ověření příběhu měly pod hlavou zemřelého nalézat zbytky lví kůže, i o tomto nálezu však chybí ověřitelné důkazy. Je však jasné, že s motivem lva byl Heřman z Bubna spojován již za svého života, o čemž svědčí lev zobrazený na náhrobku. Možnou hypotézou tak může být, že ze svých cest dovezl jen samotnou kůži.

### V umění
Roku 1836 byla legenda zachycena v básni Simeona Karla Macháčka s názvem Heřman z Bubna.
Jeho několikametrová stylizovaná podobizna se nachází na fasádě novorenesančního domu č. 42/903 s názvem U Heřmana z Bubna na dnešní třídě Dukelských hrdinů v pražských Holešovicích z přelomu 19. a 20. století. Jeho jméno nese rovněž přilehlá ulice, Heřmanova.